# Ramponio Verna
Ramponio Verna es una localidad y comune italiana de la provincia de Como, región de Lombardía, con 413 habitantes.

## Evolución demográfica
| Gráfica de evolución demográfica de Ramponio Verna entre 1861 y 2001 |
|                                                                      |
| Fuente ISTAT - elaboración gráfica de Wikipedia                      |